# Dům Thomase Eakinse
Dům Thomase Eakinse, anglicky Thomas Eakins House, je historický dům stojící v Spring Garden, Filadelfie, Pensylvánie. Žil zde umělec Thomas Eakins. Dům je veden jako National Historic Landmark.
Dvoupatrová cihlová budova byla postavena asi v roce 1854 otcem umělce - Benjaminem Eakinsem. V roce 1874 přistavěl další patro (ze dřeva) jako ateliér pro svého syna. Před vstupními dveřmi do domu jsou bílé mramorové schody. Thomas Eakins zdědil dům v roce 1899. Žil zde až do své smrti.
Dům byl zařazen do National Register of Historic Places v roce 1966 (č.
66000679).